# Ловер-Гет-Крік 2
Ловер-Гет-Крік 2 (англ. Lower Hat Creek 2) — індіанська резервація в Канаді, у провінції Британська Колумбія, у межах регіонального округу Томпсон-Нікола.

## Населення
За даними перепису 2016 року, індіанська резервація нараховувала 25 осіб, показавши скорочення на 53,7%, порівняно з 2011-м роком. Середня густина населення становила 3 осіб/км².

## Клімат
Середня річна температура становить 4,7°C, середня максимальна – 19,6°C, а середня мінімальна – -13,7°C. Середня річна кількість опадів – 397 мм.
| Клімат поселення                              | Клімат поселення | Клімат поселення | Клімат поселення | Клімат поселення | Клімат поселення | Клімат поселення | Клімат поселення | Клімат поселення | Клімат поселення | Клімат поселення | Клімат поселення | Клімат поселення | Клімат поселення |
| Показник                                      | Січ.             | Лют.             | Бер.             | Квіт.            | Трав.            | Черв.            | Лип.             | Серп.            | Вер.             | Жовт.            | Лист.            | Груд.            |                  |
| Середній максимум, °C                         | −0,14            | 2,99             | 7,25             | 11,66            | 15,94            | 19,61            | 19,44            | 19,55            | 14,75            | 9,00             | 2,27             | −2,71            |                  |
| Середня температура, °C                       | −6,89            | −3,77            | 0,50             | 4,92             | 9,18             | 12,85            | 15,74            | 15,84            | 11,04            | 5,27             | −1,45            | −6,43            |                  |
| Середній мінімум, °C                          | −13,66           | −10,52           | −6,26            | −1,83            | 2,43             | 6,09             | 12,02            | 12,12            | 7,32             | 1,56             | −5,16            | −10,14           |                  |
| Норма опадів, мм                              | 26               | 18               | 16               | 24               | 42               | 52               | 50               | 38               | 33               | 28               | 35               | 35               |                  |
| Середньомісячна швидкість вітру, м/с          | 2.22             | 2.31             | 2.62             | 2.89             | 2.66             | 2.49             | 2.30             | 2.14             | 2.07             | 2.34             | 2.39             | 2.30             |                  |
| Середньомісячна сонячна радіація, кДж/м²·день | 3237             | 6230             | 10864            | 15744            | 19073            | 20596            | 21624            | 18363            | 12901            | 7247             | 3550             | 2490             |                  |
| --------------------------------------------- | ---------------- | ---------------- | ---------------- | ---------------- | ---------------- | ---------------- | ---------------- | ---------------- | ---------------- | ---------------- | ---------------- | ---------------- | ---------------- |
| Джерело:                                      |                  |                  |                  |                  |                  |                  |                  |                  |                  |                  |                  |                  |                  |